# Golo (motorfiets)
Golo is een Oostenrijks historisch merk van motorfietsen.
De bedrijfsnaam was: Golo Motorradwerk, Wilhelm Schweppe, Wien.
Wilhelm Schweppe begon in 1923 met de productie van motorfietsen, waarvoor hij Britse inbouwmotoren inkocht. Zo waren er machines met zij- en kopklep-JAP-motoren van 346 en 498 cc en Bradshaw-motoren van 346 cc. De productie werd echter al in 1925 beëindigd.